# Epicampoptera
Epicampoptera és un gènere de papallones nocturnes de la subfamília Drepaninae. Són defoliadores de plantes de cafè (Rubiaceae), i les espècies són difícils de determinar a simple la vista.

## Taxonomia
Algunes espècies d'aquest gènere són:
- Epicampoptera andersoni (Tams, 1925)
- Epicampoptera carnea (Saalmüller, 1884)
- Epicampoptera difficilis Hering, 1934
- Epicampoptera efulena Watson, 1965
- Epicampoptera erosa (Holland, 1893)
- Epicampoptera graciosa Watson, 1965
- Epicampoptera griveaudi Watson, 1965
- Epicampoptera heringi Gaede, 1927
- Epicampoptera heterogyna (Hampson, 1914)
- Epicampoptera ivoirensis Watson, 1965
- Epicampoptera marantica (Tams, 1930)
- Epicampoptera notialis Watson, 1965
- Epicampoptera pallida (Tams, 1925)
- Epicampoptera robusta Watson, 1965
- Epicampoptera seydeli Watson, 1965
- Epicampoptera strandi Bryk, 1913
- Epicampoptera tamsi Watson, 1965
- Epicampoptera tumidula Watson, 1965